# Bahnhof Eschenau (Pfalz)
Der Bahnhof Eschenau (Pfalz) war der Bahnhof des rheinland-pfälzischen Ortes Eschenau, seit 1969 ein Ortsteil von Sankt Julian. Er befand sich an der 1904 eröffneten Glantalbahn Homburg–Bad Münster entlang des mittleren Streckenabschnitts Altenglan–Lauterecken-Grumbach. Entlang der Bahnstrecke spielte er lediglich eine sehr untergeordnete Rolle; sowohl im Personen- als auch im Güterverkehr war sein Aufkommen sehr gering gewesen. Nachdem der Bahnhof Ende der 1950er Jahre als Gütertarifpunkt aufgegeben worden war, wurde 1985 der Personenverkehr zwischen Altenglan und Lauterecken-Grumbach eingestellt. Mit der Aufnahme des Draisinenbetriebs auf der Glantalbahn zwischen Altenglan und Staudernheim wurde an seiner Stelle außerdem eine Draisinenstation eingerichtet. Das frühere Empfangsgebäude steht unter Denkmalschutz und findet seit 1986 als Kunstgalerie Verwendung. In diesem Zusammenhang erlangte es unter der Vermarktung als Kunstbahnhof überregionale Bekanntheit.

## Lage
Der Bahnhof befand sich am südwestlichen Ortsrand von Eschenau zwischen den Bahnstationen Niederalben-Rathsweiler (km 39,0) im Süden und St. Julian (km 42,2) im Norden. Er liegt 185,64 Meter über Normalnull. Unmittelbar westlich des Bahnhofs überquert die Bahnstrecke den namensgebenden Glan.

## Geschichte

### Erfolglose Bemühungen um einen Bahnanschluss
Bereits im Jahr 1856 gab es im Zuge der Projektierung der Rhein-Nahe-Bahn Bestrebungen eines Komitees, den Streckenverlauf entlang der Oster, des Kuselbachs und anschließend in nördlicher Richtung entlang des Glan zu führen. Dies scheiterte daran, dass Preußen die Bahnlinie möglichst lange innerhalb seines eigenen Territoriums haben wollte. Eine Trasse im Einzugsgebiet des Glantals hätte bedeutet, dass die Strecke über weite Teile über bayerisches Gebiet geführt hätte, was nicht im preußischen Interesse war. 1868 wurde die Bahnstrecke Landstuhl–Kusel eröffnet, die jedoch lediglich von Glan-Münchweiler bis Altenglan entlang des Glan führt. Bereits deren Konzessionierung beflügelte die Bestrebungen der Gemeinden im Flusstal nördlich von Altenglan, einen Bahnanschluss zu fordern. Am 7. September 1871 traf sich ein Komitee im Meisenheim, um die von Ingenieuren ausgearbeiteten Pläne für eine solche Strecke zu beratschlagen. Die damals ausgearbeitete Trassierung wich jedoch von der später tatsächlich ausgeführten Strecke stellenweise ab. Das besagte Komitee gab am 27. Januar des Folgejahres schließlich eine Denkschrift heraus, in der sowohl die wirtschaftliche als auch die militärische Bedeutung einer Bahnlinie entlang des Glan hervorgehoben wurde. Diese Bemühungen blieben jedoch zunächst ebenfalls erfolglos, da das Vorhaben an unterschiedlichen Vorstellungen zur Zinsgarantie zwischen Preußen und Bayern scheiterte.

### Planung, Bau und Eröffnung
Erst gegen Ende des 19. Jahrhunderts revidierte Bayern seine ablehnende Haltung gegenüber einer strategischen Bahnlinie entlang des gesamten Glan, da sich die deutschen Beziehungen zu Frankreich zwischenzeitlich verschlechtert hatten. Die strategische Strecke sollte von Homburg aus unter Mitbenutzung der Bahnstrecke Landstuhl–Kusel auf dem Abschnitt Glan-Münchweiler–Altenglan und der vom Lautertal aus kommenden Strecke ab Lauterecken bis nach Bad Münster verlaufen, wobei sich der Verlauf ab Odernheim am rechten Ufer der Nahe orientieren sollte. Gleichzeitig war vorgesehen, die Bestandsstrecke Lauterecken–Odernheim zweigleisig auszubauen.
Baubeginn für die strategische Bahn war der Sommer 1902. Auf dem Abschnitt Eschenau–Lauterecken war der Oberbau am 21. Januar 1904 größtenteils fertiggestellt. Die Glantalbahn wurde schließlich am 1. Mai selben Jahres auf durchgehender Länge eröffnet; entlang dieser neuen Bahnstrecke war Eschenau eine von insgesamt 26 Unterwegsstationen.

### Weitere Entwicklung (1914–1985)
Wegen Personalmangels im Ersten Weltkrieg musste der Bahnhof Eschenau 1917 eingestellt werden. Zum 1. Oktober 1918 erfolgte jedoch die Reaktivierung. Bereits 1922 lief der Bahnhof erneut Gefahr, im Personenverkehr aufgelassen zu werden, da die Verwaltung ihn aufgrund geringer Nachfrage einstellen wollte. Proteste verhinderten dieses Vorhaben.
Im Februar 1945 wollten amerikanische Streitkräfte die unmittelbar am Bahnhof gelegene Brücke sprengen. Während das eigentliche Vorhaben nicht gelang, wurde das Dorf Eschenau durch diese Angriffe fast völlig zerstört; dies hatte zahlreiche Tote vor Ort zur Folge.
1959 verlor der Bahnhof seine Abfertigungsbefugnisse im Expressgut- und Güterverkehr, obwohl es vor Ort dagegen Widerstand gab. 1962 wurde das zweite Gleis zwischen Bedesbach-Patersbach und St. Julian stillgelegt und anschließend abgebaut; durch diese Rückbaumaßnahmen waren im Bahnhof keine Zugkreuzungen mehr möglich. Ende der 1960er Jahre versuchte die Deutsche Bundesbahn (DB) erstmals, ein Stilllegungsverfahren der Bahnlinie einzuleiten, was die Landesregierungen von Rheinland-Pfalz und Saarland jedoch verhinderten. Einen erneuten Versuch unternahm die DB diesbezüglich im Jahr 1973. Dieses Mal zielten ihre Bemühungen darauf ab, unter anderem den Güterverkehr zwischen Altenglan und Lauterecken-Grumbach zum 31. Dezember 1975 einzustellen.

### Stilllegung und Draisinenbetrieb (seit 1985)
Am 31. Mai 1985 wurde der Personenverkehr zwischen Altenglan und Lauterecken-Grumbach eingestellt; Bedeutung hatte der Streckenabschnitt zuletzt fast ausschließlich im Schülerverkehr gehabt. Da der Bahnhof Eschenau genau wie die benachbarten Stationen Niederalben-Rathsweiler, Niedereisenbach-Hachenbach und St. Julian bereits zuvor als Gütertarifpunkt geschlossen worden war, war er fortan ohne regulären Zugverkehr. Am 29. September selben Jahres wurde die Bahnstrecke zwischen Glan-Münchweiler und Odernheim offiziell zur Nebenbahn herabgestuft, ein Status, der faktisch bereits seit Jahrzehnten bestanden hatte.
1991 leitete die Deutsche Bundesbahn für den Abschnitt von Altenglan und Lauterecken-Grumbach ein Stilllegungsverfahren ein, das durch die Umwandlung ersterer in die Deutsche Bahn zum Jahreswechsel 1993/1994 zunächst ausgesetzt wurde. Ebenfalls 1992 verkehrte mit dem Unkrautspritzzug der letzte Zug über den Abschnitt Altenglan–Lauterecken-Grumbach. Die Stilllegung selbst trat zum 31. Dezember 1995 in Kraft.
Um eine endgültige Stilllegung des Streckenabschnitts Altenglan–Staudernheim einschließlich Streckenabbau zu verhindern, hegten Studenten der Technischen Universität Kaiserslautern Pläne, wonach auf der Glantalbahn zwischen Altenglan und Staudernheim ein Betrieb mit Eisenbahn-Draisinen eingerichtet werden solle. Zu den Unterstützern dieses Projekts gehörte der Kuseler Landrat Winfried Hirschberger, dem im Jahr 2000 schließlich die Verwirklichung gelang. Seit 2000 befindet sich am früheren Bahnhof Eschenau eine Draisinenstation.

## Bauwerke
Beim Empfangsgebäude handelt es sich um einen Quaderbau mit Satteldach. Es wurde – wie die meisten seinesgleichen entlang der strategischen Bahn – aus Sandstein aus der unmittelbaren Region gefertigt. Zusammen mit dem Lagerschuppen steht es seit 1987 unter Denkmalschutz. Letzterer fand früher ebenfalls als Aborthaus, Wäscheküche und Wirtschaftsgebäude Verwendung. Beide Bauten stammen aus dem Jahr 1904. Die Anschrift lautet Bahnhofstraße 10.
Nach der Einstellung des Personenverkehrs war die Deutsche Bundesbahn bestrebt, das Bahnhofsgebäude zu verkaufen, wofür sie eine Annonce schaltete. 1986, ein Jahr nach der Einstellung der Personenbeförderung, kaufte ein Maler die Räumlichkeit, der darin eine Galerie sowie eine private Akademie errichtete. Seither erlangte es als Kunstbahnhof eine überregionale Bekanntheit.

## Verkehr

### Personenverkehr
Im Jahr 1905 wurden am Bahnhof Eschenau insgesamt 2319 Fahrkarten verkauft; damit war er nach dem noch im selben Jahr aufgelassenen Bahnhof Erbach der am zweitschwächsten frequentierte Bahnhof entlang der Glantalbahn. Mit der durchgehenden Eröffnung der Glantalbahn wurde der Bahnhof von fünf Zugpaaren angefahren. Bis zum Ausbruch des Ersten Weltkriegs erhöhte sich die Zahl auf sechs, um sich nach Kriegsende zu halbieren. 1929 fuhren zehn Zugpaare Eschenau an, was zugleich der Höchststand hinsichtlich der Frequentierung des Bahnhofs war. In den 1930er Jahren und im Zweiten Weltkrieg waren es nur noch sechs und unmittelbar danach drei. In den nächsten drei Jahrzehnten schwankte die Zahl zwischen fünf und sieben; zum Zeitpunkt der Einstellung verkehrten drei Zugpaare an Werktagen.

### Güterverkehr
Wie die meisten Bahnhöfe auf dem Streckenabschnitt Altenglan–Lauterecken-Grumbach besaß Eschenau im Güterverkehr keine große Rolle. So wurden 1905 beispielsweise lediglich 16,38 Tonnen Güter empfangen beziehungsweise verkauft, womit er von allen Unterwegsstationen der strategischen Bahnlinie das geringste Güteraufkommen aufwies. Entsprechend besaß er als einzige Betriebsstelle zwischen Altenglan und Lauterecken-Grumbach weder eine Laderampe noch entsprechende Ladegleise. 1920 bediente ein Nahgüterzug, der im Güterbahnhof Ebernburg an der Alsenztalbahn seinen Anfang nahm, alle Bahnhöfe der Glantalbahn zwischen Lauterecken-Grumbach und Homburg. Bereits Ende der 1950er wurde der als Gütertarifpunkt aufgegeben.